# プブリウス・コルネリウス・レントゥルス・スピンテル
プブリウス・コルネリウス・レントゥルス・スピンテル（ラテン語: Publius Cornelius Lentulus Spinther、紀元前101年 - 紀元前47年ごろ）は紀元前1世紀初期・中期の共和政ローマの政治家・軍人。紀元前57年に執政官（コンスル）を務めた。

## 出自
レントゥルス・スピンテルはエトルリアに起源を持つパトリキ（貴族）であるコルネリウス氏族の出身であるが、コルネリウス氏族はローマでの最も強力で多くの枝族を持つ氏族でもあった。レントゥルスのコグノーメン（第三名、家族名）が最初に確認できる人物は、紀元前327年の執政官ルキウス・コルネリウス・レントゥルスである。
但し、レントゥルス・スピンテル自身の系図に関しては良くわからない。アグノーメン（愛称）のスピンテルは、同時期に活躍していた俳優に似ていたことからつけられた。スピンテルとルキウス・コルネリウス・レントゥルス・クルス（紀元前49年執政官）は兄弟との説がある。ただクルスは護民官を務めたとの説があり、その場合はスピンテルもプレブス（平民）ということになる。

## 経歴
歴史学者は、スピンテルの生誕年を紀元前101年と推定している。紀元前74年の造幣三人官の一人に、プブリウス・コルネリウスという人物がいるが、これをスピンテルとする説とプブリウス・コルネリウス・レントゥルス・マルケッリヌスとする説があり、確かではない。紀元前70年ごろにはクァエストル（財務官）を務めたと思われる。しかし、資料で明確に確認できるのは、紀元前63年にアエディリスを務めたことである。そのときスピンテルは壮麗な競技会を行い、同年末のカティリナの陰謀の共謀者に対する処置に関しては、執政官キケロを支持した。共謀者の一人とされたプブリウス・コルネリウス・レントゥルス・スラは、保釈金（custodia libera）を払ってスピンテルに引き取られたことが知られている（結局スラは処刑された）。
クルスス・ホノルム（名誉のコース）の次のステップであるプラエトル（法務官）には、紀元前60年に就任した。この権限で、スピンテルはアポローンを称える競技会を開催し、舞台を銀の装飾で飾った。同時代の人々はそれを前例のない贅沢とみなした。
翌年、（おそらくはプロコンスル（執政官代理）権限で）ヒスパニア・キテリオル属州の総督として赴任した。この地位を得たのはカエサルの支援があったためで、ポンティフェクス・マクシムス（最高神祇官）でもあったカエサルは、スピンテルを神祇官にも任命している（紀元前63年から57年の間）。
紀元前58年にローマに戻って次期執政官選挙に立候補し、今回もカエサルの支援を受けて当選した。同僚はプレブスのクィントゥス・カエキリウス・メテッルス・ネポスであった。当時追放刑を受けていたキケロは、スピンテルが執政官になったことでローマ帰還の望みがあると考えたが、それは間違いではなかった。スピンテルは執政官就任初日に、元老院で追放者の帰還を許可するよう提案し、同僚の支持を得た。これにより同年ローマに戻ったキケロは、多くの演説や書簡の中でスピンテルへの個人的な感謝の意を表している。キケロ帰還後も、スピンテルはキケロを支援した。キケロを追放刑としたプブリウス・クロディウス・プルケルは、キケロの不在中にその家を取り壊し、空き地にリーベルタース神殿を建立していた。キケロが帰還すると、スピンテルを含め元老院の大部分はキケロへの土地返還を支持した。
両執政官は、ポンペイウスに対して、ローマに穀物を供給するための5年間の特別権限を与えた。これは策略で、スピンテルは元老院から有利な任務を受け取ることを望んでいるとの噂がたった。このときエジプトの前ファラオプトレマイオス12世は、追放されてローマに亡命していたが、これをローマの軍事力で復位させようとの計画があった。この計画が実施されれば、ポンペイウスが候補となるはずが、新しい任務のためにローマを離れることができなくなった。一方でスピンテルはキリキア属州の支配権を与えられており、エジプトに対して軍事力を行使することができた。この件に関しては元老院で激しい議論がなされ、キケロもスピンテルを支持したが、結局スピンテルにこの任務は与えられなかった。紀元前55年、元老院の許可なくシリア属州総督アウルス・ガビニウスがエジプトへ侵攻し、プトレマイオス12世を復位させた。
スピンテルは前執政官権限で、約3年間キリキア属州総督を務めた（紀元前56年初頭～紀元前54年後半）。彼は彼はキプロスを統治した最初のローマ総督であり、この島のための特別法（lex provinciae）を制定した。スピンテルはローマに服従しようとしない現地部族の鎮圧に成功し、紀元前55年の初めにはインペラトル（勝利将軍）の称号を得た。この勝利のおかげで、ローマに戻ったスピンテルは紀元前51年に凱旋式を挙行している。彼は属州の徴税請負人を厳しく扱い、統治時代には全く利益を得られなかったことが知られている。それどころか、紀元前50年には、トゥスクルムの不動産以外のすべての財産を売却しなければならなかった。おそらく、凱旋式のために金銭を使いすぎたものと思われる。
カエサルとポンペイウスの間に内戦が始まると、スピンテルはポンペイウスを支持した。紀元前49年始め、スピンテルはピケヌムのアスクルムに駐屯する10個コホルスを率いていた。しかしカエサル軍の接近を知るとスピンテルは逃走し、ほとんどの兵士も彼を見捨てた。ポンペイウス軍のルキウス・ウィブッリウス・ルフスと合流すると、スピンテルは軍の指揮を放棄し、さらにコルフィニウムのルキウス・ドミティウス・アヘノバルブスと合流した。しかしアヘノバルブスの兵士たちもカエサルとの戦闘を望んでおらず、これを見たスピンテルはカエサルと交渉し、慈悲を求めた。コルフィニウムは降伏し、スピンテルは捕虜となったが、すぐに解放された。
その後しばらく、スピンテルはプテオリに滞在し、次に何をすべきかを考えていた。彼はポンペイウスの大義に共感していたが、同時に慈悲と寛大さを示したカエサルにも恩を感じていた。結局スピンテルはバルカン半島に行き、そこでポンペイウスと合流した。紀元前48年夏、ポンペイウスはファルサルスの戦いでカエサルに敗北する。スピンテルは最初にポンペイウスと共に逃亡し、その後ロードス島に向かったが、港に入ることは許されなかった。しかし、紀元前47年の初め、ローマではスピンテルがロードスにいるという噂が流れていた。
スピンテルは内戦の終結前に死亡した。アウレリウス・ウィクトルは、アフリカ属州でのタプススの戦い（紀元前46年4月）の後に、カエサルによって処刑されたと書いている。しかし、それより少し前にキケロが書いた『ブルトゥス』（紀元前46年）では、スピンテルは既に戦死しているとされている。

## 人物
キケロはスピンテルを親友と考え、困難な時期にスピンテルから受けた支援に感謝していた。キケロによると、スピンテルは「頭も性格もよかったので、優秀な人間が手にする栄光はどれにも躊躇なく手を伸ばして、威厳をもって手に入れた」と述べている。同時に、「生まれつきの才能には欠けていたので、弁論の能力はすべて訓練によって身につけたものだった」とも書いている。

## 子孫
スピンテルには同名の息子がいたが、アウグルになるためにマンリウス氏族に養子に入っている（当時既にルキウス・コルネリウス・スッラの子、ファウストゥスがアウグルを務めており、アウグルになれるのは氏族から一人とされていた）。但し、当時の風習に反して、養家の名前は名乗らず、プブリウス・コルネリウス・レントゥルス・スピンテルと名乗り続けていた。

## 参考資料

### 古代の資料
- アウレリウス・ウィクトル『共和政ローマ偉人伝』
- アッピアノス『ローマ史』
- ウァレリウス・マクシムス『有名言行録』
- ウェッレイウス・パテルクルス『ローマ世界の歴史』
- ガイウス・プリニウス・セクンドゥス『博物誌』
- プルタルコス『対比列伝』
- ガイウス・サッルスティウス・クリスプス『カティリーナの陰謀』
- マルクス・トゥッリウス・キケロ『ブルトゥス』
- マルクス・トゥッリウス・キケロ『義務について』
- マルクス・トゥッリウス・キケロ『アッティクス宛書簡集』
- マルクス・トゥッリウス・キケロ『友人宛書簡集』
- マルクス・トゥッリウス・キケロ『弟クィントゥス宛書簡集』
- ガイウス・ユリウス・カエサル『内乱記』

### 研究書
- Abramzon M. Roman rule in the East. Rome and Cilicia (2nd century BC - 74 AD). - SPb. : Acra, Academy of Humanities, 2005 .-- 256 p. - ISBN 5-93762-045-3 .
- Broughton R. Magistrates of the Roman Republic. - New York, 1952. - Vol. II. - P. 558.
- Münzer F. Cornelii Lentuli // Paulys Realencyclopädie der classischen Altertumswissenschaft . - 1900. - Bd. Vii. - Kol. 1355-1357.
- Münzer F. Cornelius 238 // Paulys Realencyclopädie der classischen Altertumswissenschaft . - 1900. - Bd. Vii. - Kol. 1392-1398.
- Sumner G. Orators in Cicero's Brutus: prosopography and chronology. - Toronto: University of Toronto Press, 1973 .-- 197 p. - ISBN 9780802052810 .